# Heterusia rufifimbria
Heterusia rufifimbria là một loài bướm đêm trong họ Geometridae.